# Титов, Елпидифор Иннокентьевич
Елпидифо́р Инноке́нтьевич Тито́в (4 (16) июля 1896 года; село Тугнуй, Мухоршибирская волость, Верхнеудинский округ, Забайкальская область, Российская империя (ныне село Тугнуй Мухоршибирского района Республики Бурятия, Россия) — 21 января 1938 года, Хабаровск) — советский археолог, лингвист, этнограф-тунгусовед, журналист, поэт. Автор первого эвенкийско-русского словаря.

## Биография
Родился 4 июля 1896 года в семье священника Иннокентия Петровича Титова и учительницы начальной школы Александры Ивановны Титовой (Стуковой). В 1899 году отец получил назначение в село Урульга.
Закончил духовное училище в Иркутске. В 1918 году принят на историко-филологический факультет незадолго до того открывшегося Иркутского университета. Посещал кружок по изучению малых народов Сибири, который вел профессор Б. Э. Петри. Участвовал в деятельности иркутского поэтического кружка «Барка поэтов»,.
Летом 1919 года, зимой и летом 1920 и 1921 года совершил самостоятельные этнографические экспедиции в Усть-Баргузин, Нижнеангарск, в бассейн Верхней Ангары, в 1924 году — к эвенкам бассейна реки Олекмы, в ноябре — декабре 1925 г. — к качугским и северобайкальским эвенкам.. Тексты на эвенкийском языке, записанные в ходе этих поездок, частично опубликованы в «Сборнике материалов по эвенкийскому (тунгусскому) фольклору», а также легли в основу первого эвенкийско-русского словаря. В ходе экспедиций собрал коллекции предметов традиционного быта эвенков (одежда, старинное оружие) и предметы, связанные с шаманской практикой (детали шаманского костюма, изображения духов). Сейчас эти предметы хранятся в Иркутском областном краеведском музее.
В 1924 работал в Чите учителем. В том же 1924 году познакомился с В. К. Арсеньевым, с соавторстве с которым опубликовано три статьи. Позднее жил в Хабаровске, работал в газете «Тихоокеанская звезда»
С 1927 по 1932 гг. жил с женой Марией Александровной Тумановой в Харбине, где работал в Центральной библиотеке КВЖД, занимался изучением археологических памятников Маньчжурии. В 1932 году вернулся в СССР и вновь стал работать в газете «Тихоокеанская звезда», позднее — в литературно-художественном и общественно-политическом альманахе «На рубеже». В 1935 году принят в Союз писателей СССР.
4 августа 1937 г. был арестован в редакции журнала «На рубеже». Постановлением ОСО при НКВД СССР и Прокурора СССР приговорен к расстрелу 28 декабря 1937 г., расстрелян 21 января 1938 г. Посмертно реабилитирован в 1957 году. Жена арестована 25 сентября 1937, приговорена к 10 годам ИТЛ..